# Фо, Дарио
Дарио Фо (итал. Dario Fo, 24 марта 1926, Санджано — 13 октября 2016, Милан, Италия) — итальянский драматург, режиссёр, теоретик сценического мастерства, живописец. Лауреат Нобелевской премии по литературе (1997), почётный доктор римского университета Ла Сапиенца (2006).

## Биография
Родился в Санджано (провинция Варесе в области Ломбардия) в бедной семье рабочего и крестьянки. Феличе Фо, отец будущего драматурга, работал железнодорожником и был актёром-любителем. Родители отличались антифашистскими убеждениями, отец к тому же был членом Итальянской социалистической партии. Семья помогала раненным партизанам и спасала от концлагерей еврейских учёных, переправляя их в Швейцарию.
Несмотря на бедность, родители решили поддержать сына в его художественных интересах: в 1940 году Дарио Фо поступил на факультет сценографии в миланской Академии Брера, однако учёба была прервана событиями Второй мировой войны. Он избежал призыва в армию Республики Сало, прячась до конца войны на чердаке. В 1945 году перешёл на обучение на факультет архитектуры Миланского политехнического института.

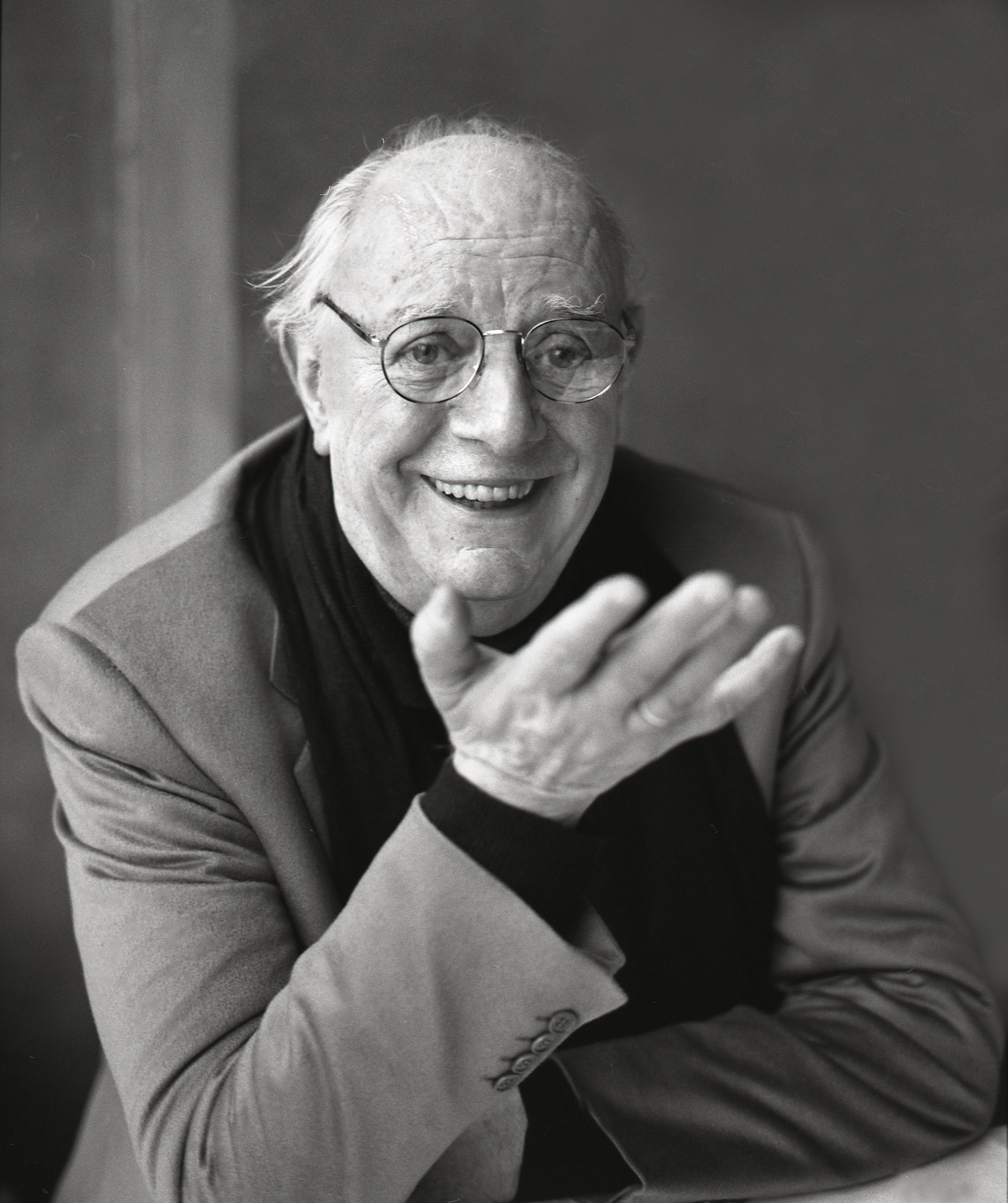
Дарио Фо

Первые произведения написал в студенческие годы. Это были небольшие монологи, сатирические скетчи, полуфантастические рассказы (наследующие народные предания). Эти произведения он исполнял в кругу друзей и со временем приобрел популярность. С 1951 года Фо исполнял на национальном радио Италии (RAI) серию из 18 своих юмористических монологов («Малышня»), в которых излагал политическую сатиру на лад библейских повествований. Вскоре встревоженное руководство закрыло передачу Фо, но она успела принести ему известность.
В 1953 году, оставив институт, полностью посвятил себя творчеству. В 1951 году он встретил актрису Франку Раме (1929—2013), девушку из театральной семьи, ставшую в 1954 году его женой, соавтором и первой актрисой его театра. Для независимого театра-варьете он написал и поставил два фарса «Пальцем в глаз» (1953) и «Связать здоровых» (1954). Вскоре оба произведения, высмеивавших буржуазное общество и правящую Христианско-демократическую партию, были запрещены политической и церковной цензурой.
В 1955—1957 годах он писал сценарии для кино, выступал как художник и актёр в некоторых фильмах, в частности у режиссёра Карло Лидзани. В 1957—1958 годах тандем Фо-Раме, после дебюта в миланском Пикколо Театро, отправился в годовой тур по Италии. В 1959 году был основан новый театр «Труппа Дарио Фо — Франка Раме». Первым его успехом была пьеса на три акта «Архангелы не играют во флиппер» («Gli archangeli non giocano a flipper», 1959) — фарсовая комедия с сатирой на чиновничью бюрократию.
С 1963 года выступал в качестве актёра, режиссёра, автора скетчей для кабаре и уличных театров, с 1969 года руководил передвижной театральной труппой «Ла Коммуна». Оставаясь близок к левым социалистическим силам, в 1970 году вышел из компартии Италии.
В 2006 году безуспешно пытался выдвинуть свою кандидатуру в мэры Милана. Он занял второе место на предварительных выборах кандидата от левоцентристской коалиции «Союз». При поддержке Партии коммунистического возрождения (ПКВ) он собрал более 20 % голосов. На парламентских выборах того же года Франка Раме была избрана сенатором от «Италии ценностей». С 2010 года и Фо, и Раме являлись независимыми членами ПКВ.

## Творчество
Автор сценических фарсов-арлекинад («Пальцем в глаз», 1953), документальных политических драм в традициях брехтовского театра («Народная война в Чили», 1973, и другие). В проникнутых чёрным юмором, насыщенных актуальными аллюзиями и построенных на актёрской импровизации гротескно-сатирических пьесах «Мистерия-буфф» (1969), «Смерть анархиста от несчастного случая» (1970), «Тук-тук! Кто там? Полиция» (1974), «Не можешь платить — не плати» (1981) приёмы агитпроповской сатиры переплетаются с элементами средневековых площадных дьяблерий, комедии дель арте, ярмарочного театра кукол, цирковой клоунады. В 2001 принят в члены международного шутовского Коллежа патафизики, созданного в честь Альфреда Жарри. В 2008 участвовал в съёмках фильма-расследования Джульетто Кьеза «9/11. Расследование с нуля» о событиях 11 сентября 2001 года в Нью-Йорке.

## Публикации на русском языке
- Свободная пара. Одноактная пьеса / Пер. Н. Живаго // Драматурги — лауреаты Нобелевской премии. М.: Панорама, 1998, с. 428—455.
- Укравший ногу, счастлив в любви, комедия, 1961 год. Пьеса в 2-х действиях. Перевод осуществлён официальным переводчиком Дарио Фо в России Валерием Поповым, 1988 год.
- Двуглавый Премьер, комедия, 2004 год. Перевод Валерия Попова, 2014.
- Не играйте с архангелами. Фарсовая комедия в трех действиях/ Пер. Н. Живаго // Альманах «Современная драматургия», 1985, № 1.

## Награды
- Кавалер ордена Святой Агаты (2002 год, Сан-Марино)[13]